# Jerian Grant
Holdyn Jerian Grant, född 9 oktober 1992 i Silver Spring i Maryland, är en amerikansk professionell basketspelare (PG/SG) som spelar för Orlando Magic i National Basketball Association (NBA). Han har tidigare spelat för New York Knicks och Chicago Bulls.
Grant draftades i första rundan i 2015 års draft av Washington Wizards som 19:e spelare totalt.
Han är son till Harvey Grant och äldre bror till Jerami Grant samt brorson till Horace Grant. Alla tre har spelat alternativt spelar i NBA.